# Edward Skyler
Edward „Ed“ Skyler (* 11. April 1973) ist ein US-amerikanischer Jurist und Politiker. Er hatte das Amt eines Stellvertretenden Bürgermeisters für die aktiv wirksamen Behörden (Deputy Mayor for Operations) in New York, unter Bürgermeister Michael Bloomberg inne.
Skyler war der jüngste Amtsinhaber auf dieser Position und für Police Department, Fire Department, Office of Emergency Management, Office of Management and Budget und Office of Labor Relations zuständig. Vorher war er bereits Deputy Mayor for Administration (Stellvertretender Bürgermeister für Verwaltungsaufgaben) und von 1995 bis 1999 Deputy Chief of Staff sowie Pressesprecher (Public Information Director). Unter Bürgermeister Rudy Giuliani war er Deputy Press Secretary, danach in Bloombergs Wahlkampfstab in ähnlicher Verantwortung.
Seine Schul- bzw. Uniabschlüsse erwarb er an der University of Pennsylvania und der Fordham University’s School of Law.